# Onanong Chari
Onanong Chari – tajska zapaśniczka walcząca w stylu wolnym. Srebrna medalistka igrzysk Azji Południowo-Wschodniej w 2003 i brązowa w 2005. Ósma na mistrzostwach Azji z 2004 i 2005 roku.